# Tetsugorō Yorozu

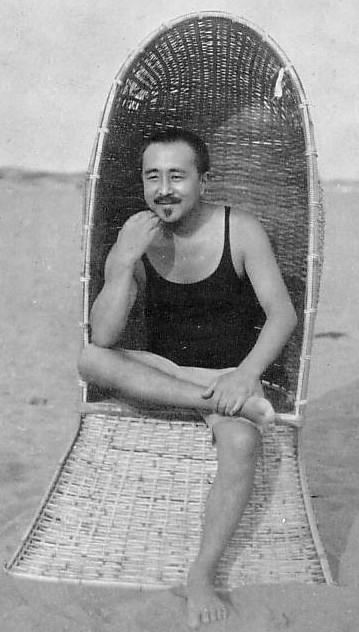
Yorozu à Chigasaki, dans les années 1920.

Tetsugorō Yorozu (萬 鉄五郎, Yorosu Tetsugorō), 17 novembre 1885- 1er mai 1927, est un peintre japonais, connu pour avoir introduit les courants d'avant-garde, particulièrement le cubisme dans la peinture yō-ga (peinture de style occidental) au début du XXe siècle.

## Biographie
Fils ainé d'un commerçant, Yorozu naît dans un village qui fait à présent partie de la ville de Hanamaki dans la préfecture d'Iwate de la région de Tōhoku dans le nord du Japon. Il développe un intérêt pour la peinture à un âge précoce et à partir de ce qu'il lit dans le « Guide de l'aquarelle » d'Oshita Tojiro, il apprend à peindre des aquarelles en autodidacte.
En 1903, il se rend à Tokyo avec son cousin où il fréquente l'université Waseda et étudie brièvement la méditation zen. En 1905, il commence à assister aux rencontres du cercle d'art Hakubakai fondé par Kuroda Seiki. En 1906, il se rend aux États-Unis dans le cadre d'une mission de l'école rinzai du bouddhisme zen avec l'intention de s'inscrire à une école d'art à San Francisco mais rentre au Japon la même année à cause du séisme de 1906 à San Francisco. En 1907, il est admis au département d'art occidental de l'université des arts de Tokyo. En 1910, il crée le groupe « absinthe » avec ses camarades de classe Hirai Tamenari et Yamashita Tetsunosuke. En 1911, Yorozu est diplômé avec une œuvre postimpressionniste proche du fauvisme intitulée « Beauté nue » qui remporte un succès critique considérable. Il participe la même année à l'exposition Fyuzankai avec Saito Yori et Ryūsei Kishida, dans laquelle il présente « Tête de femme » (aussi connue sous le titre « Femme avec un Boa »). La société est dissoute l'année suivante.
De 1914 à 1916, Yorozu rentre à la préfecture d'Iwate pour se consacrer à ses peintures, en grande partie soutenu financièrement par les revenus de son épouse. Il peint une série d'auto-portraits, de paysages et de natures mortes et fait l'expérience des débuts du cubisme. À la 4e exposition Nika organisée en 1917, il présente « Femme penchée » et « Nature morte à la brosse » qui lui valent de nombreuses critiques élogieuses. Durant la même période, il dévoile également des natures mortes à des expositions organisées par l'Académie japonaise des arts et l'Inten.
En 1919, il s'installe à Chigasaki dans la préfecture de Kanagawa pour raisons de santé. Après avoir exposé quatre de ses tableaux dont « Ville regardée de haut à travers les branches » à la 6e exposition Nika, il est sélectionné pour être membre de la Société Nika. Cependant, ses « Trois Baigneurs » sont refusés à l'exposition Teiten en 1921. Yorozu participe en tant que membre invité à la  Shunyokai en 1922 et devient membre de l'Association japonaise de peinture d'aquarelles. En 1923, il fonde l'Enchokai en compagnie de Kobayashi Tokusaburo, Maeda Kanji, Hayashi Takeshi et Onchi Koshiro.
Yorozu meurt  de la tuberculose à son domicile de Chigasaki à l'âge de 41 ans. Plusieurs de ses œuvres sont aujourd'hui exposées au musée Tetsugorō Yorozu dans sa ville natale de Hanamaki.

## Galerie

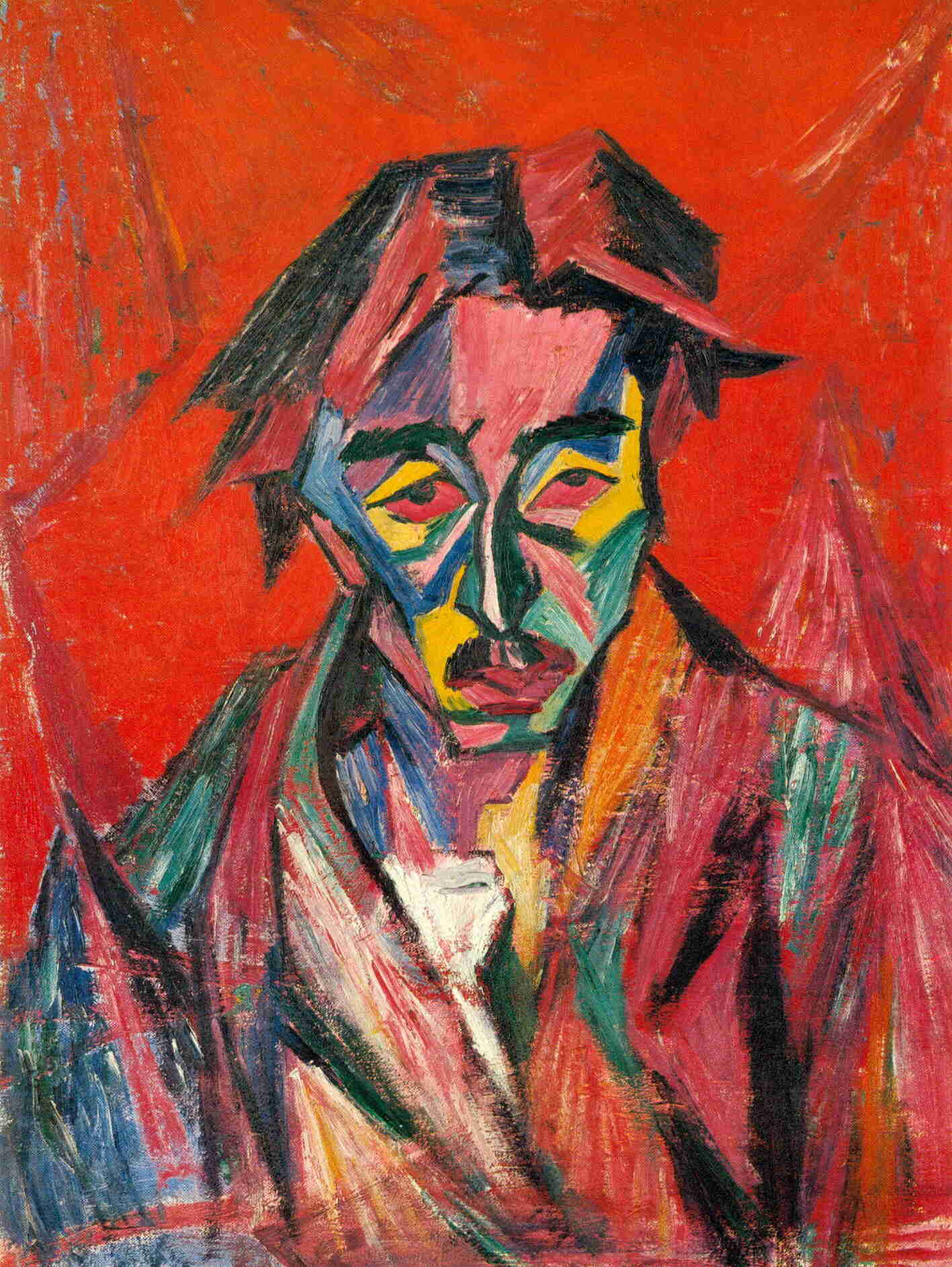
Autoportrait (1912)
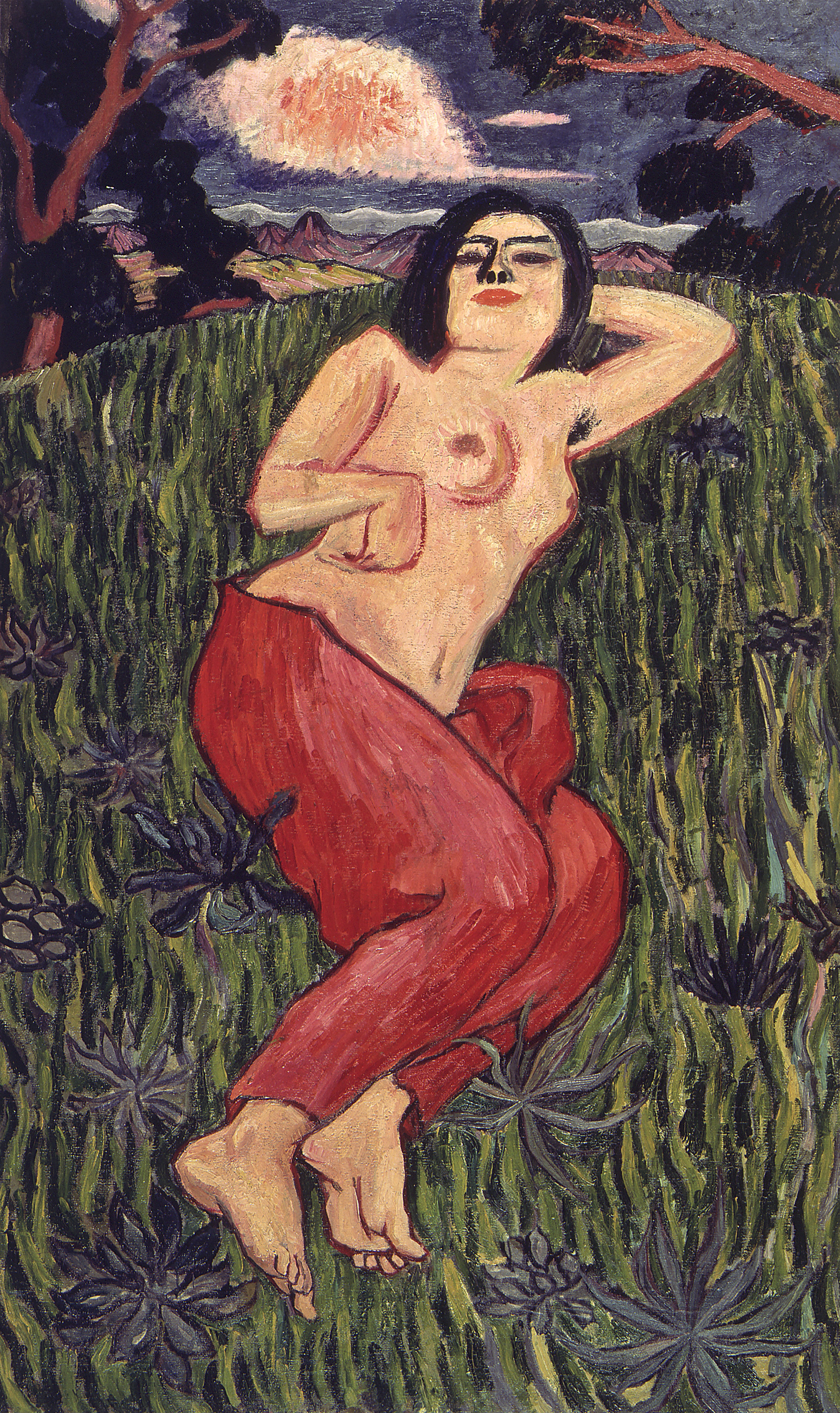
Beauté dans le pré (1912)
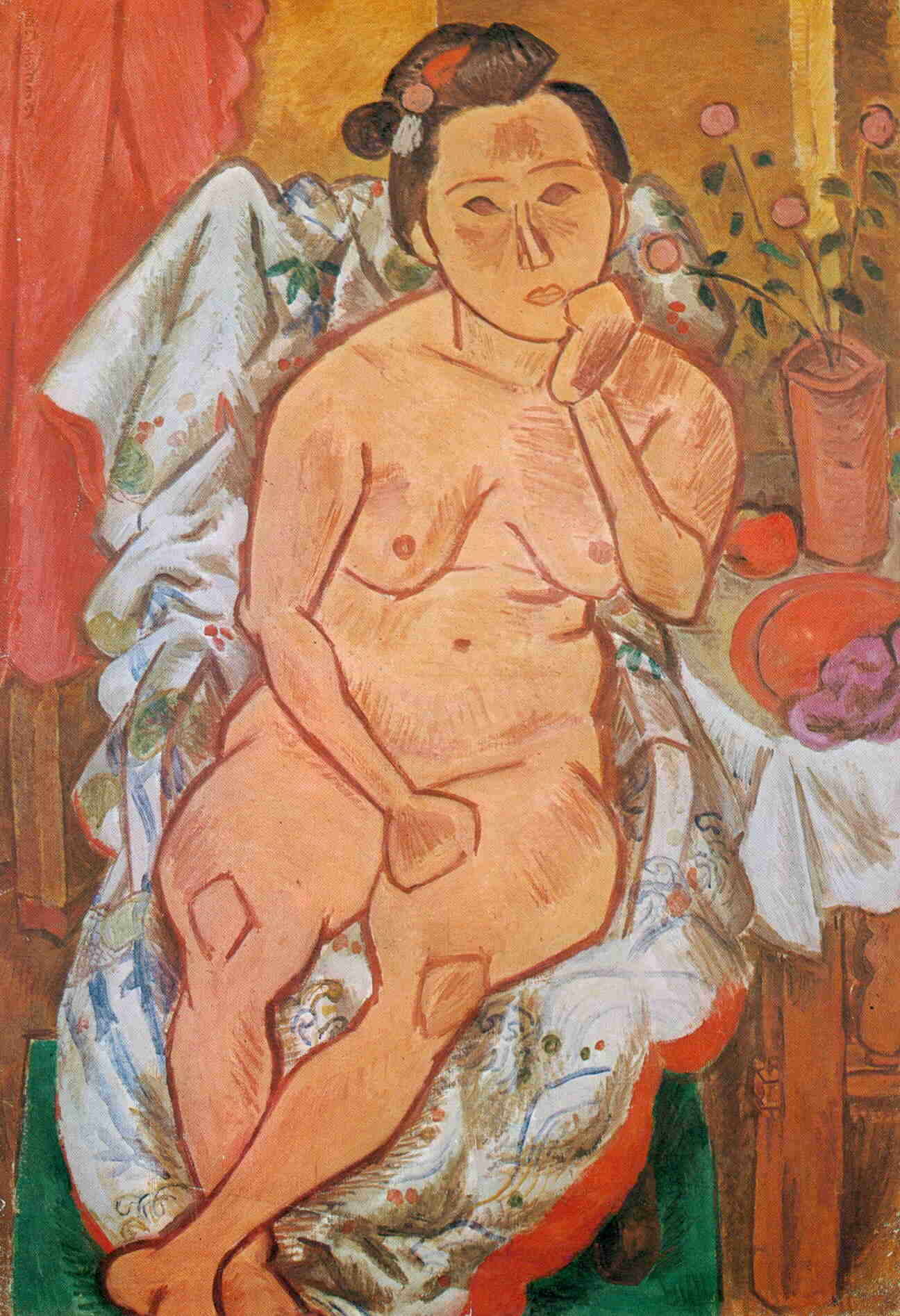
(1926)

## Source de la traduction
- (en) Cet article est partiellement ou en totalité issu de l’article de Wikipédia en anglais intitulé « Tetsugoro Yorozu » (voir la liste des auteurs).